# Logický atomismus
Logický atomismus je filosofický názor na povahu jazyka a světa formulovaný především Bertrandem Russellem a Ludwigem Wittgensteinem a převzatý a rozvíjený Vídeňským kroužkem.
Bertrand Russell formuluje logický atomismus v opozici k „logickému holismu“, pod nímž rozumí idealistickou filosofii, a to především Hegelovo učení. Termín „logický atomismus“ byl poprvé použit Russellem v eseji v roce 1911, ale stal se rozšířeným až v roce 1918 po sérii přednášek „Filosofie logického atomismu“.
Jazykové, ontologické a epistemologické východisko logického atomismu je dáno takto: svět se na základní úrovni skládá z dále nedělitelných „atomických faktů“. To lze obhájit tak, že ač při běžném pohledu se náš každodenní svět skládá z věcí, my poznáváme (svou myslí uchopujeme) nikoli věci, nýbrž fakta, poznatelný svět se tedy pro nás skládá z faktů.
K pravdě pak vedou dva základní kroky:
- logická analýza
- empirická verifikace

Ke smyslu výroku se dá dostat analýzou, redukcí (nikoli vhledem, intuicí). Přímým pozorováním (přímou obeznámeností) pak lze zjistit, zda je výrok pravdivý či nepravdivý.

## Díla
V souvislosti s analýzou je třeba zmínit významný Russellův článek O označení (On Denoting, 1905), který podává metodu, jak analyzovat výroky zdánlivě přisuzující vlastnosti neexistujícím entitám.
Druhým významným pramenem je Wittgensteinův Tractatus Logico-Philosophicus (dokončen 1918, poprvé vyšel 1921).
Nelze opominout ani Russellův úvod k Tractatu, naznačuje, jak tomuto nejednoznačnému dílu Russell rozuměl.

## Vliv
Ve své době měl logický atomismus (zprostředkovaný především Tractatem) obrovský vliv zejména u Vídeňského kruhu, jehož členové (Rudolf Carnap aj.) jej převzali a rozvinuli jako novopozitivismus.
Později ovšem Russell i Wittgenstein své názory zmírnili. Russell připouští, že absolutně jisté poznání nám není dostupné. Wittgenstein ve Filosofických zkoumáních píše, že se dříve dopustil „těžkých omylů“ a předkládá odlišnou koncepci.